# Campioni italiani assoluti di atletica leggera - Salto in lungo da fermo maschile
Questa pagina raccoglie un elenco di tutti i campioni italiani dell'atletica leggera nel salto in lungo da fermo, che fece parte del programma della competizione dal 1913 al 1922. Ne fu assegnato il titolo anche nel 1929.

## Albo d'oro
| Anno        | Atleta (società)                       | Prestazione            |
| ----------- | -------------------------------------- | ---------------------- |
| 1913        | Mario Gnocchi ?                        | 2,975 m                |
| 1914        | Oreste Zaccagna ?                      | 3,015 m                |
| 1915        | Edizioni non disputate                 | Edizioni non disputate |
| 1916        | Edizioni non disputate                 | Edizioni non disputate |
| 1917        | Edizioni non disputate                 | Edizioni non disputate |
| 1918        | Edizioni non disputate                 | Edizioni non disputate |
| 1919        | Oreste Zaccagna ?                      | 2,865 m                |
| 1920        | Adolfo Contoli Virtus Atletica Bologna | 2,805 m                |
| 1921        | Adolfo Contoli Virtus Atletica Bologna | 2,982 m                |
| 1922        | Adolfo Contoli Virtus Atletica Bologna | 3,01 m                 |
| 1923 - 1928 | Gara non in programma                  | Gara non in programma  |
| 1929        | Santo Bruni ?                          | 2,94 m                 |